# Drosophila lini
Drosophila lini är en tvåvingeart som beskrevs av Bock och Wheeler 1972. Drosophila lini ingår i släktet Drosophila och familjen daggflugor.
Artens utbredningsområde är Taiwan.